# Abschied (1930)
Abschied ist ein deutscher Spielfilm von Robert Siodmak aus dem Jahr 1930. Alternativer Titel: So sind die Menschen. Untertitel: Ernstes und Heiteres aus einer Familienpension. Die Hauptrollen sind mit Brigitte Horney und Aribert Mog besetzt.

## Handlung
Peter Winkler lebt mit seiner Verlobten Hella in Berlin in Frau Webers Pension Splendide. Hier hat sich eine Ansammlung von gescheiterten Existenzen zusammengefunden. Nur Peter und Hella scheinen glücklich zu sein. Peter erhält das Angebot für eine besser dotierte Arbeit in Dresden. Mit diesem beruflichen Aufstieg erhofft er sich, Hella endlich heiraten zu können. Hocherfreut erzählt er anderen Pensionsgästen davon, schweigt jedoch gegenüber Hella, da er sie damit überraschen will. Einige der Gäste können jedoch ihren Mund nicht halten, und so erfährt auch Hella die Neuigkeit. Daraufhin verschweigt sie Peter, dass sie sich, ohne das nötige Geld zu besitzen, ein Kleid und einen Hut in einem Geschäft reservieren lassen hat. In ihrer finanziellen Not leiht sie sich das Geld bei einem männlichen Gast der Pension. Während Hella ihre Sachen abholt, erfährt Peter, dass seine Verlobte sich heimlich Geld geborgt hat, und glaubt, dass sie ihn betrüge. Ohne auf Hellas Rückkehr zu warten, verlässt Peter daraufhin eifersüchtig die Pension und kehrt nicht wieder zu ihr zurück.

## Hintergrund
Nach der Gemeinschaftsproduktion einiger Berliner Filmenthusiasten Menschen am Sonntag und einem Kurzfilm ist Abschied der erste Tonfilm von Regisseur Robert Siodmak. Auch für Hauptdarstellerin Brigitte Horney war dieser Film ihr Debüt.
Der Film entstand vom 27. Juni bis zum 7. Juli 1930 Im Ufa-Atelier Neubabelsberg. Die Bauten schuf Max Knaake Produktionsfirma war die Universum-Film AG (UFA, Berlin). Der Film wurde am 14. August 1930, B.26590, mit einem „Jugendverbot“ belegt. Abschied hatte am 25. August 1930 im Berliner U.T. Kurfürstendamm Premiere. Nach einem Jahr brachte die Ufa eine um einen Epilog erweiterte Fassung heraus. Im Fernsehen wurde der Film erstmals am 22. Februar 1981 von Bayern 3 ausgestrahlt.

## Kritik
„Berliner Milieustück, in einem für die Frühzeit des Tonfilms überraschend realistischen Stil inszeniert.“

In der Lichtbild-Bühne Nr. 204 war seinerzeit zu lesen: „Nach dem gestrigen starken Beifall zu schließen, ist ihm [Siodmak] wieder ein Film gelungen, der dem Publikum außerordentlich gefällt.“ Die Absichten Siodmaks seien „die besten“, er wolle „fort vom Dagewesenen, Abgedroschenen, Verlogenen, Kitschigen“. Und doch rutsche er wieder in jene Bezirke ab. In der Führung der Darsteller sei er „um Auflockerung, Nuancierung“ bemüht. Manches sei „überspielt und grell“. „Bemerkenswert [sei] Brigitte Horney, die sich bei größerer Spielsicherheit gut entwickeln dürfe. Wenig erfreulich [sei] Aribert Mog als Liebhaber.“ Martha Ziegler, Emilia Unda und Sokoloff würden „glänzende Typen auf die Beine“ stellen.
Der Kritiker Hans Feld befand im Film-Kurier Nr. 201 abschließend: „Robert Siodmak wird weitergehen zur Stilisierung von Klang und Bild; man spürt es bereits in diesem Film. Was ihn schon heute zum großen Filmschaffen prädestiniert, ist die Unbedenklichkeit des Zupackens, der Mut zum Weitergehen, über Unvollkommenheiten, momentane Unlösbarkeiten hinweg. So macht man Filmgeschichten und – Filmgeschichte.“

## Auszeichnung
Dem Film wurde 1930 das Prädikat „künstlerisch“ verliehen.